# Проводник (телесериал)
«Посредник» (англ. The InBetween) — американский драматический сериал с элементами мистики и детектива транслирующийся на канале NBC. Премьера сериала состоялась 29 мая 2019 года.

## Сюжет
Кэсси Бишоп родилась с даром, хотя его можно назвать и проклятием. Она видит мертвых и общается с ними, помогая с незаконченными делами… нравится ей это или нет. Когда её давний друг детектив Том Хакетт и его новый напарник, бывший агент ФБР Дэмиен Асанте, нуждаются в помощи с мрачно озадачивающим убийством, Кэсси соглашается использовать свои способности. С неохотой, но она может найти способ держать своих демонов в узде, раскрывая самые сложные дела города.

## В ролях

### Основной состав
| Актер            | Персонаж            | Появление в сезонах | Появление в сезонах |
| Актер            | Персонаж            | 1                   | Эпизоды             |
| ---------------- | ------------------- | ------------------- | ------------------- |
| Харриет Дайер    | Кэсси Бишоп         | 10                  | 10                  |
| Энн-Мари Джонсон | Лейтенант Свенсон   | 9                   | 9                   |
| Синди Луна       | Мария Салинас       | 10                  | 10                  |
| Пол Блэкторн     | Детектив Том Хакетт | 10                  | 10                  |
| Джастин Корнуолл | Дэмиен Асанте       | 10                  | 10                  |
| Андрес Жозеф     | Зейн Мейер          | 8                   | 8                   |
| Всего эпизодов   | Всего эпизодов      | 10                  | 10                  |

### Второстепенный состав
| Актер               | Персонаж       | Появление в сезонах | Появление в сезонах |
| Актер               | Персонаж       | 1                   | Эпизоды             |
| ------------------- | -------------- | ------------------- | ------------------- |
| Чад Джеймс Бьюкэнэн | Уилл           | 7                   | 7                   |
| Майкл Б. Сильвер    | Брайан Карри   | 7                   | 7                   |
| Грэйс Линн Кунг     | Эми Шу         | 6                   | 6                   |
| Шон Болджер         | Эд Ровен       | 6                   | 6                   |
| Всего эпизодов      | Всего эпизодов | 10                  | 10                  |

## Обзор сезонов
| Сезон | Сезон | Эпизоды | Дата показа | Дата показа     |
| Сезон | Сезон | Эпизоды | Премьера    | Финал           |
| ----- | ----- | ------- | ----------- | --------------- |
|       | 1     | 10      | 29 мая 2019 | 14 августа 2019 |

## Список эпизодов

### Сезон 1 (2019)
| № общий | № в сезоне | Название                                                        | Режиссёр          | Автор сценария                    | Дата премьеры   | Произв. код | Зрители в США (млн) |
| --- | ---------- | --------------------------------------------------------------- | ----------------- | --------------------------------- | --------------- | ----------- | ------------------- |
| 1 | 1          | «Pilot» «Пилот»                                                 | Шарлотта Зилинг   | Мойра Деккер                      | 29 мая 2019     | 101         | 3.65                |
| Кэсси помогает своему отцу, детективу Тому Хаккету вместе со своим напарником Дэмиеном Асанте раскрывают убийство молодой женщины, используя экстрасенсорные способности Кэсси. Она также сталкивается со сверхъестественным духом, Эдом Ровеном, чье зло превосходит время.        |            |                                                                 |                   |                                   |                 |             |                     |
| 2 | 2          | «Made of Stone» «Сделанный из камня»                            | Дэвид фон Анкен   | Ричард Хатем                      | 5 июня 2019     | 102         | 2.98                |
| Том и Дэмиен заручаются поддержкой Кэсси, когда мать и ее маленький сын таинственно исчезают. Когда подозрение падает на мужа женщины, видения Кэсси показывают более темный и мстительный заговор. Эд Ровен возвращается с предложением для Кэсси.                                 |            |                                                                 |                   |                                   |                 |             |                     |
| 3 | 3          | «Where The Shadows Fall» «Куда падают тени»                     | Руба Надда        | Ник Паркер                        | 19 июня 2019    | 103         | 2.74                |
| Кэсси посещает больницу, где лечится невеста Дэмиена и сталкивается с духом маленького мальчика, который нуждается в ее помощи. Ей надо разгадать тайну его смерти, и почему он в ловушке в больнице, приводят ее в мир духов, который могут быть больше, чем она может справиться. |            |                                                                 |                   |                                   |                 |             |                     |
| 4 | 4          | «Kiss Them For Me» «Поцелуй их за меня»                         | Милена Гович      | Ник Паркер & Габриэль Стэнтон     | 3 июля 2019     | 104         | 2.09                |
| Том и Дэмиен выслеживают загадочного убийцу, который преследует нескольких детей в одной школе, в то время как Кэсси пытается помочь женщине разгадать ее собственную смерть, пока ее взволнованная семья ждет новостей об ее исчезновении.                                         |            |                                                                 |                   |                                   |                 |             |                     |
| 5 | 5          | «Another Broken Morning» «Еще одно испорченное утро»            | Дэвид Гроссман    | Джулия Фонтана                    | 10 июля 2019    | 105         | 2.31                |
| Кэсси тянет к молодой маме, которая нуждается в ее помощи и снова сталкивается с молодой Эбигейл. Том и Дэмиен расследуют сложное убийство, которое имеет международные последствия.                                                                                                |            |                                                                 |                   |                                   |                 |             |                     |
| 6 | 6          | «The Length of a River» «Длина реки»                            | Алекс Закржевский | Габриэль Стэнтон & Мойра Деккер   | 17 июля 2019    | 106         | 2.30                |
| Когда серийный убийца наносит удар снова, Кэсси позволяет своим видениям вести Тома и Дэмиена к убийце, что приводит к неожиданному повороту в расследовании. Кэсси также помогает старому другу искать покой после смерти любимого человека.                                       |            |                                                                 |                   |                                   |                 |             |                     |
| 7 | 7          | «Let Me In Your Window» «Впусти меня в свое окно»               | Ромео Тироне      | Сэнфорд Голден & Карен Уайскарвер | 24 июля 2019    | 107         | 2.18                |
| Том и Дэмиен пытаются остановить серийного пироманьяка, прежде чем он сможет ударить снова. Кэсси подозревает, что с новым барменом на работе происходит что-то плохое. Все меняется для Салли, коматозной подруги Дэмиена.                                                         |            |                                                                 |                   |                                   |                 |             |                     |
| 8 | 8          | «While the Song Remains the Same» «Пока песня остается прежней» | П.Дж. Пеше        | Андерсон Маккензи                 | 31 июля 2019    | 108         | 2.55                |
| Том и Дэмиен расследуют загадочную смерть молодой женщины, в то время как видения Кэсси раскрывают сложную семейную историю. Кэсси также сталкивается с идолом из своего детства и помогает ему исправить некоторые прошлые ошибки.                                                 |            |                                                                 |                   |                                   |                 |             |                     |
| 9 | 9          | «The Devil's Refugee» «Беженцев Дьявола»                        | Эдуардо Санчес    | Лорен Барнетт                     | 7 августа 2019  | 109         | 2.57                |
| Кэсси, Том и Дэмиен расследуют нераскрытое дело об исчезновении Милли и вскоре понимают, что в ее исчезновении может быть замешан старый знакомый, Эд Ровен. |            |                                                                 |                   |                                   |                 |             |                     |
| 10 | 10         | «Monsters & Angels» «Монстры и ангелы»                          | Дэвид фон Анкен   | Мойра Деккер                      | 14 августа 2019 | 110         | 2.30                |
| Том и Дэмиен расследуют убийство молодой школьной учительницы,и обнаруживают, что ее убийца-кто-то очень близкий. Кэсси понимает, что должна разобраться с Эдом Ровеном раз и навсегда.                                                                                             |            |                                                                 |                   |                                   |                 |             |                     |

## Производство

### Разработка
12 января 2018 года телеканал NBC заказал пилот телесериала. Сценарий пилотной серии пишет Мойра Деккер. 10 мая 2018 года телеканал заказал в производство первый сезон сериала. 13 мая 2018 года стало известно что премьера состоится в 2019 году. 1 апреля 2019 телеканал NBC объявил что премьера состоится 29 мая 2019 года.
2 ноября 2019 года канал NBC закрыл телесериал после одного сезона.

## Отзывы критиков
На сайте Rotten Tomatoes 1 сезон сериала получил 67 % свежести.